# Mesotes strigatus
Mesotes strigatus — вид змій родини полозових (Colubridae). Мешкає в Південній Америці.

## Поширення і екологія
Mesotes strigatus мешкають на півдні і південному сході Бразилії, в Уругваї, Парагваї і Аргентині. Вони живуть на луках, на берегах річок і струмків. Живляться рибою, амфібіями, ящірками і гризунами.